# Across Entertainment
Across Entertainment Inc. (jap. 株式会社 アクロス エンタテインメント Kabushiki-gaisha Akurosu Entateimento) – japońska agencja talentów seiyū, powstała w kwietniu 2008 przez menedżera Tokyo Actor’s Consumer’s Cooperative Society, Juna Fujisakiego.

## Członkowie

### Mężczyźni
- Kazuo Asakura
- Sumitada Azumano
- Masashi Igarashi
- ikki
- Hidekazu Uto
- Yoshihisa Kawahara
- Naru Kawamoto
- Toshiaki Kuwahara
- Hiroki Gotō
- Fuminori Komatsu
- Tsuyoshi Koyama
- Daisuke Namikawa
- Naoya Nakanishi
- Kouji Namekata
- Yoshiaki Hasegawa
- Natsuki Hanae
- Tomoyasu Hishiba
- Yuichi Fujita
- Yuich Jose
- Chado Horii
- Taishi Murata
- Takuma Motoyuki
- Hisayoshi Yamane
- Ryo Wakabayashi

### Kobiety
- Kanako Ishida
- Yuko Ishibashi
- Mariya Ise
- Oura Fuyuka
- Nami Okamoto
- Ikuko Kato
- Tomoko Kaneda
- Rie Kikuchi
- Marimo Kitagawa
- Kanae Kuninaka
- Miyu Komaki
- Michiko Komatsu
- Chie Sawaguchi
- Rina Shiratori
- Mayuko Suzuki
- Yukiko Takashima
- Kaori Takaoka
- Yoshiko Takeda
- Ai Terashima
- Misako Tomioka
- Nakano Nozomi
- Rinko Natsuhi
- Teruko Nishikawa
- Mami Nishikawa
- Arisa Nishiguchi
- Sandra Hijikata
- Yasuko Fujino
- Yuuki Matsumoto
- Akira Miki
- Mizuhara Kaoru
- Yukako Mino
- Rei Mochiduki
- Kiyu Morita
- Sayaka Yukino
- Tomoe Watanabe

## Byli członkowie
- Goblin (obecnie Office Osawa)
- Ryōtsu Saitō